# Aelurillus v-insignitus
Aelurillus v-insignitus ist eine Spinnenart aus der Familie der Springspinnen (Salticidae).

## Merkmale

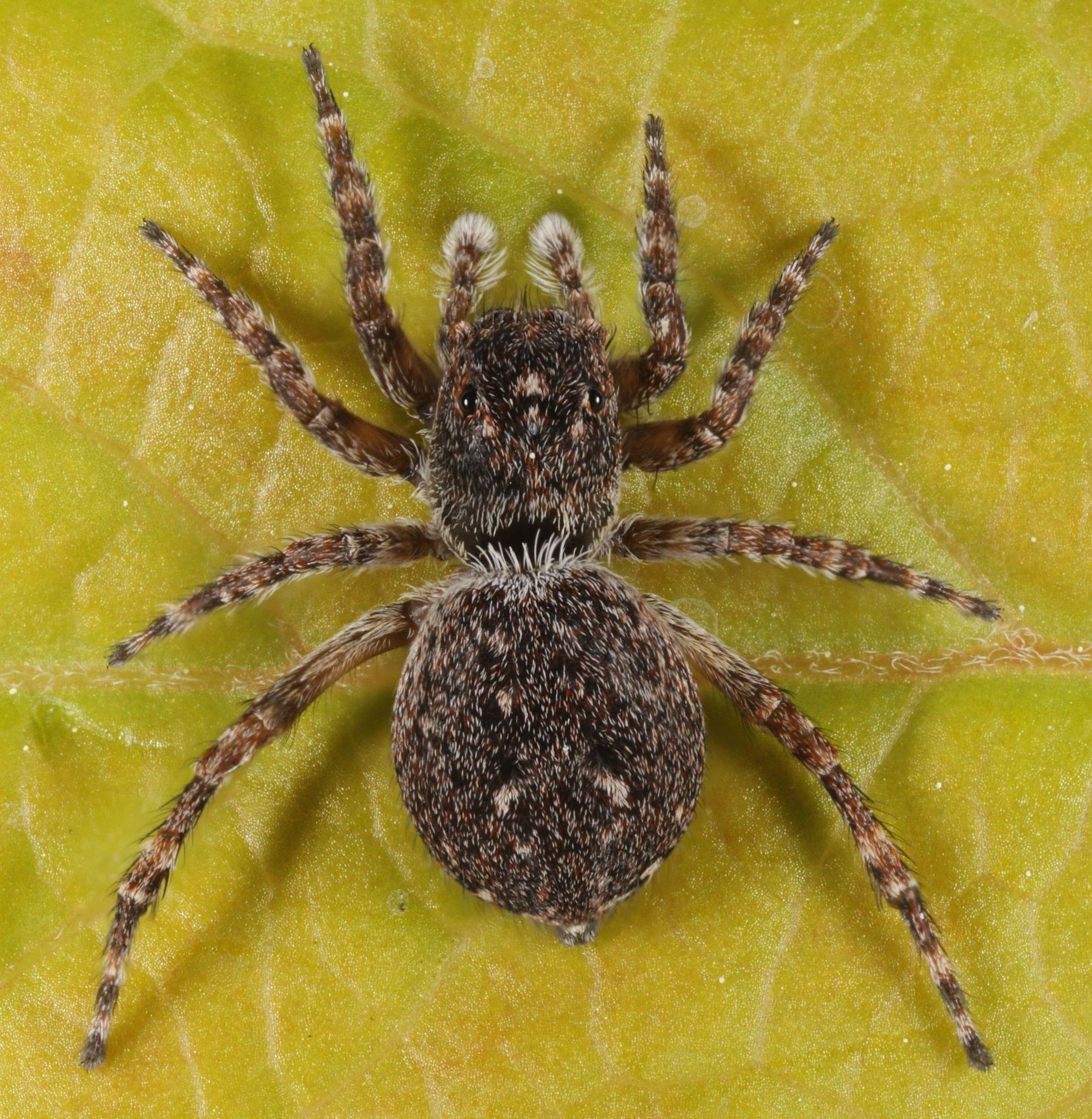
Erwachsenes Weibchen

Die Art zählt zu den mittelgroßen Springspinnen. Männchen haben eine Körperlänge von 4 bis 5 mm, Weibchen erreichen 5–7 mm. Die Art zeigt wie viele Springspinnen einen deutlichen Geschlechtsdimorphismus bezüglich Farbe und Zeichnung. Das Männchen ist an seiner Vorderfront hell zimtbraun behaart, seine Pedipalpen sind cremegelb. Seine beiden vorderen Mittelaugen leuchten auffallend grün. Das auffälligstes Merkmal ist eine V-förmige Zeichnung auf der Stirn, auf die sich das Artepitheton bezieht (lat. v-insignitus = die V-gezeichnete).
Beim größeren und plumperen Weibchen fallen weiße Haarflecken beidseitig neben den vorderen Mittelaugen auf. Ansonsten ist es unauffällig graubraun, gelbbraun oder dunkelgrau gescheckt und durch diese Färbung sehr gut getarnt.

## Verbreitung und Lebensraum
Aelurillus v-insignitus ist in Mitteleuropa weit verbreitet. Die Art bewohnt trockene, schwach bewachsene Lebensräume mit steinigem oder sandigem Untergrund, z. B. Geröll, Sandheiden, Dünen oder Felssteppen.

## Lebensweise
Die Art ist bodenbewohnend und an kleinflächig vegetationsfreie Bereiche gebunden. Bei schlechtem Wetter halten sich die Tiere in einem Gespinstsack auf, der zwischen Sandkörnern oder unter Pflanzenteilen angelegt wird. Geschlechtsreife Tiere findet man von Mai bis Juli. 

## Gefährdung
Die Art ist weit verbreitet und in geeigneten Habitaten häufig. Sie wird in Deutschland in der Roten Liste als „ungefährdet“ eingestuft.